# Volta a Llombardia 1966
La Volta a Llombardia 1966 fou la 60a edició de la clàssica ciclista Volta a Llombardia. La cursa es va disputar el diumenge 22 d'octubre de 1966, sobre un recorregut de 266 km. El vencedor final fou l'italià Felice Gimondi (Salvarani), que s'imposà davant el belga Eddy Merckx (Peugeot-Michelin-BP) i el francès Raymond Poulidor (Mercier-BP-Hutchinson).

## Classificació general
|    | Ciclista           | Equip                  | Temps   |
| -- | ------------------ | ---------------------- | ------- |
| 1  | Felice Gimondi     | Salvarani              | 6h57'00 |
| 2  | Eddy Merckx        | Peugeot-Esso-Michelin  | m.t.    |
| 3  | Raymond Poulidor   | Mercier-BP-Hutchinson  | m.t.    |
| 4  | Jacques Anquetil   | Ford France-Hutchinson | m.t.    |
| 5  | Michele Dancelli   | Molteni                | m.t.    |
| 6  | Vittorio Adorni    | Salvarani              | m.t.    |
| 7  | Italo Zilioli      | Sanson                 | + 3'40" |
| 8  | Giancarlo Polidori | Vittadello             | + 5'50" |
| 9  | Jan Janssen        | Pelforth-Sauvage       | + 6'41" |
| 10 | Aldo Pifferi       | Vittadello             | m.t.    |